# Gran Premio de Checoslovaquia de Motociclismo de 1982
El Gran Premio de Checoslovaquia de Motociclismo de 1982 fue la duodécima prueba de la temporada 1982 del Campeonato Mundial de Motociclismo. El Gran Premio se disputó el 29 de agosto de 1982 en el Circuito de Brno.

## Resultados 350cc
Victoria del piloto belga Didier de Radiguès por delante del alemán Anton Mang y el suizo Jacques Cornu. Con este segundo puesto, Mang supera en la clasificación general al francés Jean-François Baldé, decimocuarto en este Gran premio, cuando queda una prueba para finalizar la temporada.
| Pos.     | Piloto              | Equipo     | Tiempo   | Pts. |
| -------- | ------------------- | ---------- | -------- | ---- |
| 1        | Didier de Radiguès  | Chevallier | 45.24.89 | 15   |
| 2        | Anton Mang          | Kawasaki   | 45.37.94 | 12   |
| 3        | Jacques Cornu       | Yamaha     | 46.00.95 | 10   |
| 4        | Thierry Espié       | Chevallier | 46.02.35 | 8    |
| 5        | Éric Saul           | Chevallier | 46.03.15 | 6    |
| 6        | Gustav Reiner       | Yamaha     | 46.11.30 | 5    |
| 7        | Christian Sarron    | Yamaha     | 46.22.58 | 4    |
| 8        | Siegfried Minich    | Rotax      | 46.24.13 | 3    |
| 9        | Tony Head           | Armstrong  | 46.24.15 | 2    |
| 10       | Carlos Lavado       | Yamaha     | 46.28.10 | 1    |
| 11       | Alan North          | Yamaha     | 46.37.96 |      |
| 12       | Wolfgang von Muralt | Yamaha     | 46.43.45 |      |
| 13       | Martin Wimmer       | Yamaha     | 46.43.71 |      |
| 14       | Jean-François Baldé | Kawasaki   | 46.44.92 |      |
| 15       | Roger Sibille       | Yamaha     | 47.02.40 |      |
| 16       | Pierre Bolle        | Yamaha     | 47.02.70 |      |
| 17       | Patrick Fernandez   | Bartol     | 47.19.70 |      |
| 18       | Steve Williams      | Yamaha     | 47.22.18 |      |
| 19       | Edwin Weibel        | Yamaha     | 47.22.74 |      |
| 20       | Reino Eskelinen     | Yamaha     | 47.23.02 |      |
| 21       | Andreas Berger      | Yamaha     | 47.50.92 |      |
| 22       | Bruno Lüscher       | Yamaha     | 48.08.07 |      |
| 23       | Hans Naef           | Yamaha     | 48.08.60 |      |
| 24       | Rudi Gächter        | Yamaha     | 48.08.95 |      |
| 25       | Peter Baláž         | Rotax      | 48.11.97 |      |
| 26       | Pavol Dekanek       | Yamaha     | 48.22.97 |      |
| Ret      | Massimo Matteoni    | Yamaha     | Ret      |      |
| Ret      | Karl-Thomas Grässel | Yamaha     | Ret      |      |
| Ret      | Pekka Nurmi         | Yamaha     | Ret      |      |
| Ret      | Attilio Riondato    | Yamaha     | Ret      |      |
| Ret      | René Delaby         | Yamaha     | Ret      |      |
| Ret      | Jeffrey Sayle       | Yamaha     | Ret      |      |
| Ret      | Eero Hyvärinen      | Yamaha     | Ret      |      |
| Ret      | Thierry Feuz        | Yamaha     | Ret      |      |
| Ret      | Josef Hutter        | Yamaha     | Ret      |      |
| Ret      | Franz Kaserer       | Yamaha     | Ret      |      |
| Ret      | Michael Lederer     | Yamaha     | Ret      |      |
| Ret      | Herbert Hauf        | Yamaha     | Ret      |      |
| Ret      | Bohumil Stasa       | Yamaha     | Ret      |      |
| Ret      | Dick van Logchem    | Yamaha     | Ret      |      |
| Ret      | Petr Hlavatka       | Yamaha     | Ret      |      |
| Ret      | Friedrich Pöschl    | Yamaha     | Ret      |      |
| Ret      | Jakob Mansser       | Yamaha     | Ret      |      |
| Ret      | Peter Majoros       | Yamaha     | Ret      |      |
| Sources: |                     |            |          |      |

## Resultados 250cc
En el cuarto de litro, se impuso el venezolano Carlos Lavado por delante del francés Jean-Louis Tournadre, que, con este segundo puesto, refuerza su liderazgo en la clasificación general por delante del alemán Anton Mang, que acabó octavo, y Martin Wimmer.
| Pos. | Piloto                 | Moto       | Tiempo     | Pts. |
| ---- | ---------------------- | ---------- | ---------- | ---- |
| 1    | Carlos Lavado          | Yamaha     | 42.57.18   | 15   |
| 2    | Jean-Louis Tournadre   | Yamaha     | 43.06.89   | 12   |
| 3    | Martin Wimmer          | Yamaha     | 43.10.29   | 10   |
| 4    | Sito Pons              | Rotax      | 43.11.00   | 8    |
| 5    | Patrick Fernandez      | Bartol     | 43.12.05   | 6    |
| 6    | Roland Freymond        | MBA        | 43.26.24   | 5    |
| 7    | Christian Estrosi      | Pernod     | 43.34.62   | 4    |
| 8    | Anton Mang             | Kawasaki   | 43.35.31   | 3    |
| 9    | Massimo Matteoni       | Yamaha     | 43.35.62   | 2    |
| 10   | Jean-Marc Toffolo      | Rotax      | 43.35.97   | 1    |
| 11   | Jacques Bolle          | Yamaha     | 43.36.32   |      |
| 12   | Bruno Lüscher          | Yamaha     | 44.11.27   |      |
| 13   | Tony Head              | Armstrong  | 44.11.66   |      |
| 14   | Herbert Besendörfer    | Yamaha     | 44.26.31   |      |
| 15   | Etienne Geeraerd       | Armstrong  | 44.27.44   |      |
| 16   | Edwin Weibel           | Yamaha     | 44.42.62   |      |
| 17   | Eero Hyvärinen         | Yamaha     | 44.45.16   |      |
| 18   | Michel Galbit          | Yamaha     | 44.48.52   |      |
| 19   | Hans Müller            | Yamaha     | 45.03.47   |      |
| 20   | Paul Harris            | Yamaha     | 45.20.36   |      |
| 21   | Franco Marcheggiani    | Yamaha     | 45.20.93   |      |
| 22   | Jeffrey Sayle          | Armstrong  | 45.21.33   |      |
| 23   | Karl Thomas Bacher     | Yamaha     | 45.22.99   |      |
| 24   | Nedy Crotta            | Yamaha     | 45.23.59   |      |
| 25   | Jean-Michel Mattioli   | Yamaha     | 45.24.18   |      |
| 26   | Luis Miguel Reyes      | Kobas      | 46.00.63   |      |
| 27   | Johnny Scott           | Yamaha     | 46.33.53   |      |
| 28   | Constant Pittet        | Yamaha     | + 1 Vuelta |      |
| Ret  | Didier de Radiguès     | Chevallier | Ret        |      |
| Ret  | Thierry Espié          | Pernod     | Ret        |      |
| Ret  | Jacques Cornu          | Yamaha     | Ret        |      |
| Ret  | Paolo Ferretti         | MBA        | Ret        |      |
| Ret  | Jean-Louis Guignabodet | Kawasaki   | Ret        |      |
| Ret  | Christian Sarron       | Yamaha     | Ret        |      |
| Ret  | Massimo Broccoli       | Ad Majora  | Ret        |      |
| Ret  | Marian Srna            | Rotax      | Ret        |      |
| Ret  | Stefan Klabacher       | Rotax      | Ret        |      |
| Ret  | Pierluigi Aldrovandi   | Yamaha     | Ret        |      |
| Ret  | Leif Nielsen           | Rotax      | Ret        |      |
| Ret  | Dick van Logchem       | Yamaha     | Ret        |      |
| Ret  | Jean-François Baldé    | Kawasaki   | Ret        |      |
| Ret  | Pierre Bolle           | Yamaha     | Ret        |      |
| Ret  | Vladimir Jarolim       | Yamaha     | Ret        |      |
| Ret  | Michel Simeon          | Yamaha     | Ret        |      |
| Ret  | Jan Bartunek           | Jawa       | Ret        |      |
| Ret  | José Moreno            | Kobas      | Ret        |      |

## Resultados 125cc
Última proeba de 125 de la temporada, con la victoria del italiano Eugenio Lazzarini. que también obtuvo el subcampeonato. El venezolano Ivan Palazzese y el español Ricardo Tormo cerraron el podio.
| Pos. | Piloto               | Moto       | Tiempo      | Pts. |
| ---- | -------------------- | ---------- | ----------- | ---- |
| 1    | Eugenio Lazzarini    | Garelli    | 45.08.93    | 15   |
| 2    | Iván Palazzese       | MBA        | 45.11.22    | 12   |
| 3    | Ricardo Tormo        | Sanvenero  | 45.18.55    | 10   |
| 4    | Hans Müller          | MBA        | 45.36.56    | 8    |
| 5    | Gerhard Waibel       | MBA        | 46.06.66    | 6    |
| 6    | August Auinger       | MBA        | 46.06.99    | 5    |
| 7    | Bruno Kneubühler     | MBA        | 46.07.75    | 4    |
| 8    | Domenico Brigaglia   | MBA        | 46.08.52    | 3    |
| 9    | Jean-Claude Selini   | MBA        | 46.33.93    | 2    |
| 10   | Henk van Kessel      | MBA        | 47.16.44    | 1    |
| 11   | Johnny Wickström     | MBA        | 47.16.87    |      |
| 12   | Erich Klein          | MBA        | 47.18.84    |      |
| 13   | Olivier Liégeois     | Sanvenero  | 47.19.15    |      |
| 14   | Willy Pérez          | MBA        | 47.33.02    |      |
| 15   | Peter Baláž          | MBA        | 48.23.21    |      |
| 16   | Jan Bäckström        | MBA        | 49.01.60    |      |
| 17   | Ilkka Jaakkola       | MBA        | 49.01.98    |      |
| 18   | Helmut Lichtenberg   | MBA        | 49.03.13    |      |
| 19   | Zbyněk Havrda        | MBA        | 49.03.52    |      |
| 20   | Peter Sommer         | MBA        | + 1 Vuelta  |      |
| 21   | Carlo Succi          | MBA        | + 1 Vuelta  |      |
| 22   | Tore Alexandersson   | MBA        | + 1 Vuelta  |      |
| 23   | Patrick Gross        | Condor     | + 2 Vueltas |      |
| Ret  | Pierluigi Aldrovandi | MBA        | Ret         |      |
| Ret  | Stefan Dörflinger    | Morbidelli | Ret         |      |
| Ret  | Anton Straver        | MBA        | Ret         |      |
| Ret  | Maurizio Vitali      | Garelli    | Ret         |      |
| Ret  | Matti Kinnunen       | MBA        | Ret         |      |
| Ret  | Per-Edvard Carlsson  | MBA        | Ret         |      |
| Ret  | Hugo Vignetti        | Sanvenero  | Ret         |      |
| Ret  | Hans-Jürgen Hummel   | Sachs      | Ret         |      |
| Ret  | Willem Heykoop       | Sanvenero  | Ret         |      |
| Ret  | Wolfgang Glawaty     | MBA        | Ret         |      |
| Ret  | János Drapál         | Morbidelli | Ret         |      |
| Ret  | Paul Bordes          | MBA        | Ret         |      |
| Ret  | Zbynek Havdra jr.    | MBA        | Ret         |      |
| Ret  | Chris Baert          | MBA        | Ret         |      |
| Ret  | Jacky Hutteau        | MBA        | Ret         |      |
| Ret  | Reiner Koster        | MBA        | Ret         |      |
| Ret  | Bedřich Fendrich     | Juventa    | Ret         |      |
| Ret  | Bady Hassaine        | MBA        | Ret         |      |
| Ret  | Ladislav Polak       | MBA        | Ret         |      |